# Operacja Grona Gniewu
Operacja Grona Gniewu (hebr. מבצע ענבי זעם) – operacja wojskowa przeprowadzona przez Siły Obronne Izraela w dniach 11-27 kwietnia 1996 roku w południowym Libanie (tam nazwana wojną kwietniową). Celem było zakończenie ostrzału rakietowego prowadzonego przez Hezbollah z terytorium Libanu. Podczas operacji Siły Powietrzne Izraela przeprowadziły ponad 1100 nalotów, a artyleria wystrzeliła ponad 25 tys. pocisków. W odpowiedzi bojownicy Hezbollahu przeprowadzili zmasowany atak rakietowy (639 pocisków), w większości na miasto Kirjat Szemona. Doszło także do starć izraelskich sił lądowych i Armii Południowego Libanu z bojownikami Hezbollahu. Konflikt zakończył się zawieszeniem broni zakazującym ataków na cywilów.

## Tło wydarzeń
Konflikt izraelsko-arabski i kolejno toczone wojny izraelsko-arabskie wywierały silny wpływ na sytuację wewnętrzną w Libanie. Napływ palestyńskich uchodźców po 1948 roku doprowadził do poważnych zmian demograficznych, zaburzając delikatną równowagę pomiędzy muzułmanami i chrześcijanami. Gdy w latach 1970-1971 władze jordańskie usunęły ze swojego terytorium palestyńskie ugrupowania zbrojne, schroniły się one w Libanie. Na ich czele stała Organizacja Wyzwolenia Palestyny, która z innymi mniejszymi frakcjami rozpoczęła serię ataków terrorystycznych wymierzonych w Izrael. Odpowiedzią były kolejne izraelskie operacje odwetowe, a w czerwcu 1982 roku rozpoczęła się wojna libańska (1982-1985). Niewątpliwym sukcesem izraelskiej polityki była eliminacja Organizacji Wyzwolenia Palestyny z Libanu, jednak bardzo szybko w regionie rozpoczęły działalność radykalne organizacje szyickie – Ruch Amal i Hezbollah. W 1985 roku Izraelczycy kończąc wojnę libańską, wycofali swoje wojska i utworzyli w południowej części Libanu „strefę bezpieczeństwa”, za którą odpowiedzialność ponosiła Armia Południowego Libanu. Przyniosło to znaczne uspokojenie sytuacji, jednak w „strefie bezpieczeństwa” nieustannie dochodziło do ataków i różnego rodzaju zamachów. W odpowiedzi na ostrzał rakietowy terytorium Izraela, Siły Obronne Izraela przeprowadziły w lipcu 1993 roku operację „Odpowiedzialność”. Kilkudniowa operacja zakończyła się zobowiązaniem Hezbollahu do wstrzymania ostrzału rakietowego terytorium Izraela. Przez dłuższy czas porozumienie było przestrzegane, a sporadyczne starcia ograniczały się do „strefy bezpieczeństwa” w południowym Libanie. Równolegle prowadzone były tajne rozmowy pokojowe izraelsko-syryjskie. Syria posiadała bardzo duże wpływy w Libanie i była w stanie kontrolować działalność Hezbollahu. Dlatego osiągnięcie porozumienia pokojowego między Syrią i Izraelem wydawało się szansą pokoju także dla Libanu. Niestety, negocjacje zostały zawieszone na wiosnę 1996 roku. De facto oznaczało to zakończenie zawieszenia broni w południowym Libanie. W dniach od 1 lutego do 10 kwietnia 1996 roku, w ciągu kilku tygodni ataków, zginęło 8 izraelskich żołnierzy, 1 bojownik Hezbollahu i 3 libańskich cywilów. Rannych zostało 29 Izraelczyków (16 żołnierzy i 13 cywilów) oraz 7 libańskich cywilów. Tylko w ostatnim tygodniu poprzedzającym operację, w wyniku ostrzału rakietowego północnego Izraela, rannych zostało 36 izraelskich cywilów. Eskalacja przemocy przypadła na czas kampanii wyborczej przed wyborami parlamentarnymi w Izraelu w 1996 roku, wywierając presję na rząd Szimona Peresa. Jego początkowa reakcja była bardzo powściągliwa, jednak rosnące straty materialne zmusiły rząd do podjęcia decyzji o działaniach odwetowych.

Bezpośrednią przyczyną operacji były wydarzenia z 30 marca i 9 kwietnia. W dniu 30 marca izraelski pocisk artyleryjski uderzył w wieżę ciśnień w libańskiej wiosce Jatar (zginęło 2 Libańczyków). W odpowiedzi Hezbollah wystrzelił salwę 20 rakiet na północny Izrael. Siły Obronne Izraela przyznały się do pomyłkowego ostrzału i przeprosiły za zdarzenie, które przyczyniło się do wzrostu napięcia na granicy. W dniu 9 kwietnia doszło do wybuchu miny lądowej przy libańskiej wiosce Braszit (zginął 14-letni chłopiec, a 3 osoby zostały ranne). Hezbollah oskarżył Izrael odpowiedzialnością za wybuch, i odpowiedział salwą 30 rakiet na północny Izrael (w mieście Kirjat Szemona zostało rannych 6 osób). Zmusiło to izraelskie władze do podjęcia działań odwetowych i zapobiegawczych przed dalszym ostrzałem Hezbollahu. W dniu 9 kwietnia izraelski wiceminister obrony Uri Or zwrócił się z ostrzeżeniem do Libańczyków: 
„Oczywiste jest, że te zasady gry nie są dobre i nie mogą pozostać takie, a konieczne jest, aby ludność Libanu mieszkająca na północ od strefy bezpieczeństwa żyła w jeszcze większym strachu niż obecnie”.

Natomiast izraelski generał Amiram Levine powiedział: 
„Mieszkańcy południowego Libanu, żyjący pod kontrolą Hezbollahu, zostaną mocno uderzeni. Hezbollah mocno odpowie, a my znajdziemy drogę do szybkich i prawidłowych działań”.
W ciągu czterdziestu ośmiu godzin od tych słów, Siły Obronne Izraela rozpoczęły operację wojskową nazwaną „Grona Gniewu”. Nazwa operacji została prawdopodobnie zaczerpnięta z tytułu powieści Johna Steinbecka – „The Grapes of Wrath” (tłumaczenie polskie: Alfred Liebfeld: „Grona gniewu”, 1956 r.). Jednak wielu komentatorów wskazywało na związek nazwy z Biblią. Na przykład Robert Fisk napisał, że nazwa operacji „została zaczerpnięta z Księgi Powtórzonego Prawa, która jest wypełniona krwią, biblijnym gniewem i obietnicami zemsty Bożej”. Słowa te jednak nie były wypowiedziane przeciwko wrogom Żydów, ale na samych Izraelitów, jeśli złamią przykazania Boże. Natomiast inni dziennikarze wskazywali na związek nazwy z Księgą Objawienia Jana, wydaje się to jednak bardzo wątpliwe, ponieważ wypływa z tradycji chrześcijańskiej, a nie judaizmu.

## Przygotowania do operacji
Dowództwo nad operacją objął szef Północnego Dowództwa gen. Amiram Levine, pod którym służył dowodzący siłami izraelskimi w „strefie bezpieczeństwa” (w południowym Libanie) gen. Giora Inbar. Wyznaczono im dwa cele do osiągnięcia: powstrzymanie ostrzału rakietowego i przywrócenie pokoju na północnej granicy Izraela. Większość zadań powierzono Siłom Powietrznym Izraela, które miały niszczyć bombardowaniami infrastrukturę, aby zmusić w ten sposób rząd Libanu do ograniczenia swobody działania Hezbollahu na terytorium swojego kraju. Izraelska marynarka wojenna otrzymała zadanie wprowadzenia blokady morskiej wybrzeża Libanu. Działania lądowe powierzono siłom specjalnym – były to jednostki specjalne Brygady Golani, Sajjeret Matkal, Jednostka Maglan oraz Jednostka Szaldag. Dowództwo nad tymi siłami objął podpułkownik Gal Hirsz. Wykryte cele Hezbollahu miały być niszczone ogniem artylerii i nalotami lotniczymi. Nie przewidywano prowadzenia większych działań lądowych.

## Operacja

### 11 kwietnia
Operacja „Grona Gniewu” rozpoczęła się wczesnym rankiem 11 kwietnia 1996 roku. Izraelskie samoloty i artyleria rozpoczęły intensywne bombardowania celów położonych w południowym Libanie. Niszczone były wyrzutnie rakiet, obiekty wykorzystywane przez Hezbollah, jak i członkowie tej organizacji. Niszczono także infrastrukturę oraz pojazdy cywilne, o których wywiad izraelski twierdził, że były wykorzystywane do celów militarnych. Przed południem izraelskie śmigłowce szturmowe AH-64 Apache zaatakowały główną siedzibę Hezbollahu w południowym Bejrucie (tzw. twierdza Ha-Dahia). Dowództwo mieściło się w kilkupiętrowym budynku położonym pośrodku obszaru całkowicie kontrolowanego przez siły Hezbollahu. W jego sąsiedztwie znajdowały się liczne domy mieszkalne, co według Izraela było dowodem, że Hezbollah wykorzystywał cywilów jako „żywe tarcze”. Atak został przeprowadzony niezwykle precyzyjnie, dzięki czemu zniszczone zostały jedynie dowództwo Hezbollahu. Zginęło 3 libańskich cywili oraz 1 libański żołnierz, uniknięto jednak większych ofiar cywilnych (atak przeprowadzono w gęsto zamieszkanym rejonie miejskim). Izraelska marynarka wojenna wprowadziła całkowitą blokadę libańskiego wybrzeża, ze szczególnym naciskiem na porty w Bejrucie, Sydonie i Tyrze.
Od samego rana, Izraelczycy przy użyciu rozgłośni radiowej Armii Południowego Libanu, wezwali cywilnych mieszkańców 44 miasteczek i wsi położonych w pobliżu granicy z Izraelem, do opuszczenia swoich domów i udania się na północ kraju. Jako datę ewakuacji podano godz. 14:30 następnego dnia. Działania te podjęto, aby uniknąć niepotrzebnych ofiar wśród ludności cywilnej. Tego samego dnia rozpoczęto ewakuację mieszkańców z przygranicznego izraelskiego miasta Kirjat Szemona. Dano przy tym priorytet dla dzieci, osób niepełnosprawnych i osób starszych. W praktyce, ludzie wyjeżdżali jednak całymi rodzinami. Do 14 kwietnia ewakuowano w ten sposób około 70% mieszkańców Kirjat Szemona, które stało się miastem widmem. Z pozostałych rejonów Galilei uciekło około 2 tys. osób. Ponadto, wojsko przeprowadziło ewakuację kilku tysięcy dzieci (z jednym towarzyszącym rodzicem) do schronisk, hotelów i prywatnych domów na południu kraju. Była to pierwsza przeprowadzona na taką skalę relokacja ludności w historii Izraela.

### 12 kwietnia
Sekretarz generalny Hezbollahu, szejk Hasan Nasr Allah powiedział w rozgłośni radiowej („Głos uciskanych Ba'labakk”): 
„Co dotyczy nas – kiedy nasi cywile zostaną uderzeni, także wasi cywile będą uderzeni, bez względu o jakich konsekwencjach oni mówią. Wczoraj nasi cywile stali się celem agresji, wyraźnej i jawnej agresji. Odpowiemy na agresję bombardowaniem osiedli w północnej Palestynie”.
W kolejnych godzinach siły Hezbollahu rozpoczęły ostrzał rakietowy północnego Izraela. W ciągu tego dnia na Galileę spadło 41 rakiet. Rannych zostało 5 cywilów. Obserwatorzy UNIFIL poinformowali, że izraelskie bombardowania odwetowe, które rozpoczęły się około godz. 16:30, były o wiele cięższe niż wcześniejsze (przeprowadzane najczęściej przy użyciu precyzyjnej broni naprowadzanej laserowo). Izraelskie samoloty penetrowały także okolice Bejrutu, atakując wybrane cele. Na autostradzie w pobliżu międzynarodowego portu lotniczego w Bejrucie zbombardowano syryjski pojazd wojskowy – zginął 1 żołnierz, a 7 zostało rannych.

### 13 kwietnia
W dniu tym na północny Izrael spadło 11 rakiet Hezbollahu. W odpowiedzi izraelskie lotnictwo kontynuowało poszukiwania i niszczenie wyrzutni rakiet, które bardzo często były ukryte w domach mieszkalnych. Wyrzutnie były także przewożone z miejsca na miejsce przy wykorzystaniu różnych cywilnych pojazdów. Z tego powodu doszło do tragicznej w skutkach pomyłki. Izraelski helikopter szturmowy ostrzelał w pobliżu Tyru ambulansu przewożący uciekających na północ cywilów (zginęły 2 kobiety i 4 dzieci, a 21 osób zostało rannych). Szef Sztabu Generalnego gen. Amnon Lipkin-Szachak powiedział, że „trafiony w Tyrze ambulans był najlepszym środkiem transportu terrorystów Hezbollahu z jednej pozycji w rejonie Tyru do drugiej ... gdy będą znane wszystkie szczegóły, to będzie definitywnie dowiedzione, że celem byli terroryści Hezbollahu, wykorzystujący karetkę do własnych potrzeb”. Komentując zdarzenie, rzecznik izraelskiego rządu Uri Dromi powiedział: 
„Daliśmy mieszkańcom ostrzeżenie, aby uciekli i nie odnieśli ran. Wszyscy ci, którzy pozostali, zrobili to na własne ryzyko. Zakładamy, że ci, którzy pozostali są powiązani z Hezbollahem”.

### 14 kwietnia
Izraelskie śmigłowce bojowe zniszczyły rano siedzibę wywiadu Hezbollahu w Bejrucie, oraz lokalne rozgłośnie radiowe. Lotnictwo kontynuowało także bombardowania celów w południowym Libanie, rozszerzając obszar regularnych działań na północ poza „strefę bezpieczeństwa”. Między innymi uszkodzono elektrownię w Jumhour, na wschód od Bejrutu. Z rozszerzeniem obszaru i coraz większą intensywnością bombardowań wiązało się wprowadzenie przez Izraelczyków nowej reguły – rankiem 14 kwietnia rozpoczęto nadawanie audycji radiowych wzywających wszystkich Libańczyków mieszkających na południe od rzeki Litani, aby opuścili swoje domy i udali się na północ. „Kto pozostanie po 18:00 robi to na swoją odpowiedzialność i wystawia własne życie na niebezpieczeństwo.” Ulotki o takiej treści rozrzucano także z samolotów. Podobnie ogłoszono mieszkańcom Tyru i Sydonu, że po godzinie 15:00 nie mogą poruszać się samochodami. Celem takiego postępowania było staranie się o zapewnienie jak największego bezpieczeństwa ludności cywilnej, która zamieszkiwała w pobliżu baz terrorystycznych i mogła służyć jako „żywe tarcze”. Ocenia się, że tereny południowego Libanu opuściło około 350-500 tys. cywilów.

W dniu tym na północny Izrael spadło 81 rakiet Hezbollahu. Rannych zostało 3 cywilów. Rzecznik Hezbollahu powiedział agencji informacyjnej w Bejrucie: 
„Wystrzeliwujemy dziesiątki rakiet Katiusza na osiedla syjonistyczne. Północne osiedla będą stale i mocno uderzane, przekształcimy północny Izrael w piekło”.

Tego samego dnia rząd premiera Szimona Peresa opublikował oświadczenie wyrażające uznanie dla dowództwa i żołnierzy prowadzących działania w południowym Libanie. Wyrażono także uznanie dla mieszkańców północnego Izraela, którzy cierpieli od ostrzału rakietowego Hezbollahu. Oświadczenie wyraźnie podkreślało, że Izrael nie zamierza wracać do Libanu. Zaznaczono także, że Siły Obronne Izraela nie zamierzają rozpoczynać walk z libańską lub syryjską armią. Komunikat głosił, że Hezbollah naruszył wszystkie wcześniejsze porozumienia i celowo doprowadził do eskalacji. Rząd Izraela nie mógł przy tym pozwolić na ostrzał terytorium swojego państwa, i musiał podjąć działania w celu chronienia swoich obywateli. Kolejne punkty informowały: 
„(D) Naszą polityką jest nie szkodzenie ludności cywilnej. Jeśli cywile zostali ranni, to wynika z tego, że podróżowali w pojeździe w którym byli terroryści, lub znajdowali się w ich sąsiedztwie. Z naszej strony dołożymy wszelkich starań, aby uniknąć strat po naszej stronie, jak również najmniej szkodzić libańskim obywatelom.
(G) Izrael nie pozwoli na prowadzenie ostrzału z wnętrza wiosek, nie pozwoli Hezbollahowi ukrywać się wśród ludności cywilnej, i stamtąd wystrzeliwać Katiusze na osiedla na północy.
(H)Terroryści Hezbollahu i ich udogodnienia w Libanie, w tym w Bejrucie, nie korzystają z immunitetu.
(I) Jeśli izraelskie obiekty cywilne zostaną trafione, nie będzie immunitetu dla nalotów na równoległe obiekty libańskie.
(J) Izrael nie jest ograniczony czasem i jest cierpliwy, posiada hart ducha i zdolności do kontynuowania zamierzonych działań, aż do zaprzestania ataków Hezbollahu.
(K) Jeśli Hezbollah zaprzestanie swoich ataków, my zaprzestaniemy swoich.
(L) Nie zajmiemy strefy bezpieczeństwa. Władze Libanu zasadniczo pozostawiły ją bez kontroli, i przekształciły ją w strefę operacji terrorystycznych.
(M) Nie będziemy akceptować swobód, jakich udzielił rząd Libanu terrorystom na swoim terytorium, nie ingerując w ich działania.”.

### 15 kwietnia
15 kwietnia był drugim dniem eskalacji ostrzału rakietowego Hezbollahu. Na północny Izrael spadło ogółem 61 rakiet, głównie w rejonie miasta Kirjat Szemona. Rannych zostało 8 cywilów. Siły izraelskie w odpowiedzi rozszerzyły obszar działań i zwiększyły wysiłki w celu przekonania libańskiej ludności cywilnej do opuszczenia obszaru bombardowań (ostrzeżenie i wezwanie do opuszczenia swoich domów dotyczyło 86 miejscowości i wiosek libańskich). Ocenia się, że około 400 tys. cywilów uciekło z południa (różne źródła podają od 350 do 500 tys. uciekinierów), wywołując poważny kryzys humanitarny w centralnej i północnej części Libanu. Anonimowy izraelski urzędnik powiedział dziennikarzowi The Wall Street Journal: „Nawet jeśli mnie zwiążecie, i będziecie mnie bić, nie przyznam się do tego nagrania, że nasza polityka zmuszania cywilów do ucieczki wywiera presję na rząd libański. Ale powiedzmy, że mamy nadzieję, że Liban zrozumie wiadomość”. Izraelskie helikoptery szturmowe po raz drugi zaatakowały kwaterę główną Hezbollahu w Bejrucie. Zniszczono także elektrownię w Bsaleem, we wschodniej części Bejrutu. Podczas tych działań, izraelskie samoloty zostały ostrzelane przez artylerię przeciwlotniczą (śmigłowce wyeliminowały to stanowisko, aby chronić samoloty operacyjne). Jednak głównym celem działań izraelskiego lotnictwa były w tym dniu siły terrorystów oraz wykorzystywane przez nich pojazdy (zniszczono 7 pojazdów). Dużym sukcesem Izraelczyków było zniszczenie kilku wyrzutni Katiusza, co w znacznym stopniu zmniejszyło potencjał Hezbollahu w niektórych regionach. Zniszczono także 15 budynków wykorzystywanych przez terrorystów. Ogółem wykonano 220 lotów bojowych. Wieczorem Hezbollah zapowiedział, że wykorzysta 50 zamachowców-samobójców do przeprowadzenia ataków na izraelskie pozycje.

### 16 kwietnia
Od samego rana Hezbollah kontynuował ostrzał rakietowy północnego Izraela, na który spadło 59 rakiet. Rannych zostało 6 cywilów. W odwecie izraelskie samoloty kontynuowały bombardowania wybranych celów, natomiast śmigłowce szturmowe zaatakowały popołudniem dowództwo Hezbollahu w Bejrucie. Podczas akcji, śmigłowce zostały ostrzelane ogniem przeciwlotniczym, wszystkie jednak powróciły do bazy. Popołudniem rozpoczęto także bombardowania celów w Dolinie Bekaa. Popołudniem izraelskie dowództwo ustosunkowało się do doniesień o rosnącej liczbie ofiar wśród libańskiej ludności cywilnej. Wykorzystując libańskie media wezwano ludność cywilną, aby utrzymywała się z dala od wszelkich budynków, biur i baz wykorzystywanych przez Hezbollah. Poinformowano, że „każdy, kto nie zastosuje się do tego ostrzeżenia, będzie narażał swoje życie na niebezpieczeństwo”.

### 17 kwietnia
W dniu tym na północny Izrael spadło 67 rakiet Hezbollahu. Rannych zostało 5 cywilów.

### 18 kwietnia
W dniu tym na północny Izrael spadły 34 rakiety (Hezbollah poddaje inną cyfrę: 38 rakiet). Rannych zostało 4 cywilów. Rankiem, terroryści z Hezbollahu zaatakowali izraelski posterunek wojskowy w Ali Taher Range, w centralnej części „strefy bezpieczeństwa”. Bezpośrednio po ataku, terroryści zbiegli i ukryli się w domu na obrzeżach miasta An-Nabatijja. Wysłane na miejsce śmigłowce szturmowe napotkały silny ogień przeciwlotniczy Hezbollahu, z tego powodu bombardowanie przeprowadziły samoloty (zginęło 8 cywilów). Kilka godzin później izraelska artyleria ostrzelała pozycje przy wiosce Kana, z których chwilę wcześniej Hezbollah wystrzelił rakiety Katiusza. Izraelskie pociski artyleryjskie trafiły prowizoryczny obóz dla uchodźców przy posterunku międzynarodowych sił UNIFIL. W masakrze w Kanie zginęło 106 cywilów, a rannych zostało 116 cywilów oraz 4 pracowników UNIFIL.
Masakra w Kanie spowodowała światowe potępienie izraelskich działań w Libanie, i oskarżenie Izraela o naruszanie prawa międzynarodowego, które nakazywało rozróżnianie podczas wojny celów militarnych od cywilnych. W myśl prawa, osoby cywilne, które nie mogą opuścić obszaru prowadzonych walk, nie tracą automatycznie ochrony prawa międzynarodowego. Dochodzenie wykazało, że na obóz UNIFIL spadło pięć pocisków wystrzelonych przez haubice samobieżne M109 A5 (kaliber 155 mm). Pociski posiadały bezpieczniki radarowe M732, które detonowały na wysokości siedmiu metrów nad ziemią. Jest to najbardziej śmiercionośna wysokość dla wybuchu pocisku, powodująca największą liczbę ofiar. Izraelskie dochodzenie pokazało, że przyczyną tej tragedii było wykorzystywanie przez Hezbollah obiektów cywilnych jako kryjówki do prowadzenia ostrzału rakietowego. Odwetowy izraelski ogień trafiał wówczas w obiekty cywilne, powodując straty wśród cywilów. Gen Amnon Lipkin-Szachak powiedział: „Nie widzę żadnego błędu w ostrzale ... Tam w Kanie walczyliśmy z Hezbollahem, a gdy otworzyli ogień do nas, my broniąc się, strzelaliśmy do nich ... Nie wiem jakie są inne zasady gry, dla wojska lub dla cywilów”. Rzecznik ONZ Sylvana Foa potwierdziła, że 15. minut przed izraelskim ostrzałem, bojownicy Hezbollahu wystrzelili z sąsiedztwa bazy (w odległości około 300 m) pociski moździerzowe oraz rakiety Katiusza. Potwierdza to izraelskie stanowisko, że Hezbollah wykorzystywał cywilów jako „żywe tarcze”.

### 19 kwietnia
W dniu tym na północny Izrael spadło 90 rakiet Hezbollahu.
Międzynarodowy Komitet Czerwonego Krzyża z siedzibą w Genewie wydał oświadczenie potępiające izraelski ostrzał i masakrę w Kanie. Komitet uznał także, że izraelskie nakazy zmuszające ludność cywilną do opuszczenia swoich domów, są sprzeczne z prawem międzynarodowym i łamie międzynarodowe prawo humanitarne. Odpowiedź premiera Szimona Peresa, który twierdził, że „nie wiedzieliśmy, że w tym obozie było skoncentrowanych kilkaset osób. Wiadomość o tym była dla nas gorzką niespodzianką.” – wydaje się bardzo wątpliwa. Zdolności izraelskich sił specjalnych, które śledziły ruchy Hezbollahu, zostały podczas tej operacji wielokrotnie potwierdzone skutecznym niszczeniem wyrzutni rakiet i innych obiektów wojskowych. Należy również przypuszczać, że izraelski rekonesans lotniczy na pewno wykrył obecność ponad 800 cywilów w bazie UNIFIL.

### 20 kwietnia
W dniu tym na północny Izrael spadło 45 rakiet (Hezbollah podaje 67 rakiet).
Do Syrii przyleciał sekretarz stanu USA Warren Christopher, który na polecenie prezydenta Billa Clintona podjął się roli mediatora w celu osiągnięcia zawieszenia broni w południowym Libanie. W Damaszku spotkał się on z syryjskim prezydentem Hafiz al-Asad.

### 21 kwietnia
W dniu tym na północny Izrael spadło 27 rakiet.
Sekretarz stanu Stanów Zjednoczonych Warren Christopher przyleciał w tym dniu do Izraela, gdzie spotkał się na rozmowach z premierem Szimonem Peresem. Po spotkaniu Peres powiedział, że „nie do pomyślenia jest, aby Izrael ogłaszał jednostronne zawieszenie broni. Rząd rozpatrzy propozycję zawieszenia broni, jeśli zostanie ona zgłoszona przez amerykańskiego sekretarza stanu”. Wieczorem Christopher powrócił do Damaszku, aby kontynuować rozmowy z al-Asadem. Równocześnie w Libanie mediację rozpoczął rosyjski minister spraw zagranicznych Jewgienij Primakow.

### 22 kwietnia
W dniu tym na północny Izrael spadło 54 rakiet.

### 23 kwietnia
W dniu tym na północny Izrael spadło 30 rakiet.

### 24 kwietnia
W dniu tym na północny Izrael spadło 30 rakiet.

### 25 kwietnia
W dniu tym na północny Izrael spadły 32 rakiety.

### 26 kwietnia
W dniu tym na północny Izrael spadło 39 rakiet.

### 27 kwietnia
W dniu tym na północny Izrael spadło 9 rakiet.

## Zawieszenie broni
Rada Bezpieczeństwa ONZ przyjęła 18 kwietnia 1996 roku Rezolucję nr 1052 wzywającą do wprowadzenia zawieszenia broni i wstrzymania walk na froncie izraelsko-libańskim. Pod auspicjami amerykańskiej dyplomacji porozumienie podpisano o godz. 18:00 w dniu 26 kwietnia 1996 roku. Zawieszenie broni weszło w życie o godz. 04:00 rano w dniu 27 kwietnia 1996 roku. Porozumienie zakazywało transgranicznych ataków na ludność cywilną. Do nadzoru realizacji porozumienia powołano Komitet Monitorujący, w skład którego weszli przedstawiciele Stanów Zjednoczonych, Francji, Izraela, Syrii i Libanu.

## Konsekwencje

### Izrael
Podczas konfliktu bojownicy Hezbollahu wystrzelili 639 pocisków rakietowych, z których 90 spadło w otoczeniu miasta Kirjat Szemona (58 bezpośrednio trafiło w miasto). Niektóre z osiedli Kirjat Szemona pozostawały przez kilka dni bez łączności telefonicznej i przez kilka godzin dziennie bez energii elektrycznej. Również sąsiedni kibuc Kefar Giladi był pozbawiony prądu przez cały dzień 18 kwietnia. Łączne straty wynikłe z uszkodzeń sieci energetycznych i telefonicznych oszacowano na 1 mln ILS. Pozostałe osiedla w otoczeniu Kirjat Szemona, również znalazły się pod ciężkim ostrzałem rakietowym – po stronie zachodniej Margalijjot i Menara, na północy Kefar Giladi i Majan Baruch, i na południu Jiftach, Malkijja i Ramot Naftali. W centralnej części Górnej Galilei mniejsze straty poniosło miasto Ma’alot-Tarszicha, podczas gdy Zachodnia Galilea była najbezpieczniejsza. Rejony ostrzału rakietowego odzwierciedlały stopień kontroli przez izraelską armię przygranicznych terenów w południowym Libanie. Zaobserwowano także, że przez pierwsze trzy dni operacji, rakiety były wystrzeliwane we wczesnych godzinach porannych i wieczorem – celem było zadanie jak największych strat cywilom, udającym się do pracy lub szkoły (wieczorem wracającym). Ogółem w wyniku ostrzału rakietowego rannych zostało 24 cywilów. Ewakuacja objęła około 20-30 tys. cywilów. Gdy było już wiadomo, że mieszkańcy przebywają w schronach lub ewakuowali się na południe, rakiety zaczęto wystrzeliwać we wszystkich godzinach, aby terroryzować w ten sposób ludność.
Ministerstwo Finansów oszacowało sumę strat wyrządzonych przez ostrzał rakietowy na 170 mln ILS (47,6 mln USD) – 120 mln ILS szkody poniesione przez przedsiębiorców i 50 mln ILS w nieruchomościach niekomercyjnych. Kwoty te nie obejmują szkód powstałych w majątku państwowym. Straty kwalifikowano jako „bezpośrednie” (uszkodzenia infrastruktury wynikające z uderzenia rakietą) lub „pośrednie” (straty finansowe poniesione przez przedsiębiorstwa z tytułu utraconych dni pracy). W czerwcu 1996 roku wypłacono 77 mln ILS odszkodowań dla 3834 przedsiębiorców w handlu, usługach, rolnictwie i turystyce (odszkodowania zawierały kwoty wynagrodzeń dla pracowników za utracone dni pracy). Kolejne 31 mln ILS odszkodowań wypłacono 2528 obywatelom. Komisja rządowa oceniła, że około 2 tys. domów zostało uszkodzonych (900 z poważnymi uszkodzeniami konstrukcyjnymi i około 1100 z mniejszymi uszkodzeniami). Duże straty poniósł także sektor turystyczny. Hotele w Galilei odnotowały spadek o jedną trzecią rezerwacji pokojów noclegowych. Ocenia się, że sektor turystyki na północy kraju poniósł stratę 7,5 mln ILS (2,1 mln USD).
Izraelska opinia społeczna ostro skrytykowała całość działań, uznając operację jako porażkę armii. Zawarte porozumienie wydawało się, że sugeruje ograniczenie skuteczności działań izraelskich sił w „strefie bezpieczeństwa”, w zamian nie zyskując nic. Zawieszenie broni nie wytrzymało próby czasu, gdyż obie strony zaczęły składać skargi do Komisji Monitorującej, która jak się okazało, była bez znaczenia i nie mogła egzekwować zawartych porozumień.

### Liban
Podczas operacji Siły Powietrzne Izraela przeprowadziły ponad 1100 nalotów, a artyleria wystrzeliła ponad 25 tys. pocisków. W wyniku tego zginęło 169-185 osób (14 bojowników Hezbollahu, 1 żołnierz syryjski, 154-170 cywilów), a około 350 cywilów zostało rannych. Ocenia się, że 350-500 tys. cywilów uciekło z obszarów objętych wojną na północ. Drugim ważnym kosztem izraelskiej operacji było zniszczenie libańskiej infrastruktury. Całkowicie zniszczonych lub ciężko uszkodzonych zostało 2018 domów, wiele mostów, dwie elektrownie oraz linie energetyczne. Ekonomista Marwan Iskandar z Centrum Libańskich Studiów Politycznych ocenił szkody gospodarcze Libanu na 500 mln USD – 140 mln USD na odbudowę zniszczonej infrastruktury, 30 mln USD pomoc humanitarna dla uchodźców, 260 mln USD straty w produkcji gospodarczej i 70 mln USD z powodu opóźnień w realizacji różnych projektów gospodarczych. Oficjalne dane ONZ podają, że w wyniku działań wojennych w Libanie zniszczonych całkowicie zostało 430 domów, 1053 częściowo i 5718 w niewielkim stopniu. Z innych budynków uszkodzone zostały: 1 szpital, 17 przychodni zdrowia, 57 szkół, 6 budynków rządowych, oraz 60 kościołów i meczetów. W sektorze businessu uszkodzonych zostało 99 zakładów przemysłowych i rzemieślniczych oraz 1420 sklepów. W infrastrukturze zniszczonych lub uszkodzonych zostały: 2 duże sztuczne zbiorniki wodne, 91 małych zbiorników wodnych, 72 linie elektryczne, 102 linie telefoniczne oraz 124 drogi. Zniszczonych zostało także 377 samochodów i 36 ciągników rolniczych.
Zawarte porozumienie o zawieszeniu broni było największym sukcesem dla Hezbollahu. Nie było w nim mowy o „demontażu” Hezbollahu, co mogło oznaczać milczące przyzwolenie państw podpisujących porozumienie na kontynuowanie działań tej szyickiej organizacji wewnątrz Libanu. Hezbollah wykorzystał operację „Grona Gniewu” w intensywnej kampanii marketingowej, podkreślając swoją niezłomną postawę walki z Izraelem. W wyborach parlamentarnych w Libanie w 1996 roku Hezbollah zdobył dziewięć mandatów. W kolejnych latach organizacja stworzyła się usług społecznych w południowym Libanie, zdobywając opinię „obrońców szyitów”. Ogłosili odbudowę i przebudowę 5 tys. domów w 82 miasteczkach i wsiach, oraz odbudowę zniszczonej podczas wojny infrastruktury. Kolejnym krokiem było ogłoszenie Dżihadu przeciwko Izraelowi. W kolejnych wyborach w 2010 roku, Hezbollah razem z Amalem zdobyły już 23 mandaty, coraz mocniej angażując się w życie polityczne Libanu.

## Podsumowanie
Z punktu widzenia militarnego, operacja zakończyła się ograniczonym sukcesem Izraela. Wykorzystując ogromną przewagę siły ognia, izraelska armia zmusiła Hezbollah do zaprzestania ostrzału rakietowego, którego zasięg sięgał około 12 km w głąb terytorium Izraela. Jednak najpoważniejszą konsekwencją tej operacji było ustanowienie niepewnej „równowagi terroru” między izraelskim lotnictwem a wyrzutniami rakietowymi Hezbollahu. Porozumienie o zawieszeniu ognia opierało się na tym, że Izrael wstrzymał bombardowania południowego Libanu, w odpowiedzi na co, Hezbollah wstrzymał swój ostrzał. Ponieważ Hezbollah posiadał bardzo silne oparcie w przygranicznych libańskich wioskach, było rzeczą zrozumiałą, że bardzo szybko odbuduje swoją infrastrukturę i wzmocni potencjał militarny. Zdobyte doświadczenie bojowe przyczyniło się do rozwoju taktyki wojny partyzanckiej. W ciągu dziesięciu lat między operacją „Grona Gniewu” (1996 r.) a II wojną libańską (2006 r.) na północny Izrael nie spadła prawie ani jedna rakieta lub pocisk wystrzelony przez Hezbollah, jednak ten spokój i bezruch na granicy był mylący. Hezbollah wykorzystał ten czas, przygotowując się do kolejnej wojny. Pod wieloma względami Izrael ten czas „przespał”.